# Mamoru Kanbe
Mamoru Kanbe (神戸 守, Kanbe Mamoru) est un réalisateur japonais né en 1962 dont les travaux comprennent Elfen Lied, Prince démon Enma, et Cardcaptor Sakura. Et également Denpa Teki na kanojo

## Filmographie
- Ninja Ryukenden (1991)[1]
- Ninja Toshi Monogatari (1994)[1]
- Psycho Diver: Soul Siren (1995)
- Harimogu Harry (1996)[1]
- Cardcaptor Sakura (1998-2000)[1]
- Princess Comet (en) (2001-2002)[2]
- Elfen Lied (2004, 2005)[1]
- Robonimal Panda-Z: The Robonimation (2004)[1],[3]
- I"s Pure (2005)[1]
- Demon Prince Enma (en) (2006, 2007)[1],[4]
- Denpa teki na Kanojo (en) (2009)[5]
- Sound of the Sky (2010)[6]
- Kimi to Boku (en) (2011)
- Kimi to Boku 2 (en) (2012)
- F - The Perfect Insider (2015)
- The Promised Neverland (2019)